# Phyllonorycter pumilae
Phyllonorycter pumilae là một loài bướm đêm thuộc họ Gracillariidae. Nó được tìm thấy ở vùng Viễn Đông Nga, Nhật Bản và tây bắc Trung Quốc.
Ấu trùng ăn Ulmus pumila. Chúng có thể ăn lá nơi chúng làm tổ.